# アメデ・クールベ

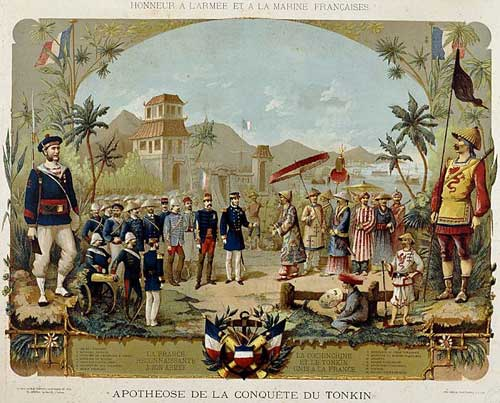
清仏戦争にて阮朝ベトナムの首都フエに入城するクールベを描いた絵画。

アメデ・クールベ（Amédée Courbet, 1827年6月26日 – 1885年6月11日）は、19世紀のフランスの提督。特にアジアで活躍した。ポリテクニシャン（エコール・ポリテクニークの卒業生）である。 

## 生涯
クールベは1827年に3人兄弟の末としてアブヴィルで生まれた。クールベが9歳の時父が亡くなった。
1880年から1882年までニューカレドニアの総督を勤めた。1883年にトンキンの海軍部隊の指揮官となった。クールベは皇帝の後継争いで混乱していた阮朝ベトナムの都フエを砲撃し、安南をフランスの保護国とした。
1884年、クールベは在中国フランス軍全てを指揮下に置き（フランス極東艦隊）、清仏戦争を戦った。クールベは1884年の馬江海戦で清の福建艦隊を破り、福州船政局を破壊した。また、台湾の侵攻と封鎖を行って、澎湖諸島を占領し、台湾北部の基隆を1884年10月1日から1885年7月まで占拠した。
クールベは、清及び黒旗軍との講和を定めた天津条約が結ばれた2日後の1885年6月11日に、台湾で死去した。

## その他
台湾北部、基隆の大沙湾は、クールベ率いるフランス軍の上陸地であり、日本統治時代には「クールベー浜」と呼ばれ、海水浴場が開設されていた。